# Gauss (Schiff, 1980)
Die Gauss ist ein ehemaliges Forschungsschiff des Bundesamtes für Seeschifffahrt und Hydrographie (BSH) und das vierte und vorerst letzte Forschungsschiff mit diesem Namen.

## Geschichte
Das Schiff wurde in Lübeck-Travemünde auf der Schlichting-Werft als Baunummer 1417 gebaut. Die Kiellegung fand am 18. Juni, der Stapellauf am 2. November 1979. Am selben Tag erfolgte auch die Taufe. Taufpatin war Elisabeth Gscheidle, die Frau des damaligen Bundesministers für Verkehr. Die Fertigstellung des Schiffes erfolgte am 2. Mai 1980, am 6. Mai wurde es in Dienst gestellt.
Das Schiff verfügte über sechs Labore und zwei Werkstätten. Es bot Platz für 20 Besatzungsmitglieder und 12 Wissenschaftler und Techniker. Einsatzbereiche des Schiffs waren unter anderem Meeresumweltschutz, Meeresforschung und die Prüfung nautischer Geräte.
Im Jahr 1982 wurde das Schiff als damals modernstes Forschungsschiff der Welt in Monaco vorgestellt. Ein Jahr später erprobte es Seenotbojen am Nordkap. Weiterhin nahm es bei einem Projekt des Spacelabs teil, um die Ölverschmutzung in den Weltmeeren zu identifizieren. 1986, nach der Katastrophe von Tschernobyl, bestimmte die Gauss als erstes Proben des kontaminierten Wassers der Ostsee. 1995 konnte die Gauss die Radioaktivität des Wracks des am 7. April 1989 gesunkenen russischen Atom-U-Bootes K-278 Komsomolez untersuchen. Außerdem fuhr sie insgesamt fünf Mal über den Atlantik, um den Klimaeinfluss des Ozeans zu bestimmen.
Das Schiff wurde am 27. November 2006 nach 468 Einsätzen und über 707.000 gefahrenen Seemeilen aufgrund der aus Kostengründen notwendigen Verkleinerung der Flotte des BSH außer Dienst gestellt. Die Betriebskosten des Schiffes betrugen rund 3,3 Millionen Euro jährlich.
Nach der Außerdienststellung wurde die Gauss über die VEBEG GmbH im Rahmen eines Ausschreibungsverfahrens zum Verkauf angeboten und am 15. Februar 2007 für 4,25 Millionen Euro an das niederländische Unternehmen Fugro verkauft. Betrieben wird das Schiff nun unter dem Namen Fugro Gauss unter Gibraltar-Flagge von FUGRO OSAE in Bremen. Die Bereederung obliegt dem darauf spezialisierten Bremer Unternehmen Jasmund Shipping. Eingesetzt wird es unter anderem für Vermessungsarbeiten und im Bereich der Offshore-Industrie.

## Antrieb
Der Antrieb des Schiffes erfolgt dieselelektrisch. Die Stromerzeugung erfolgt durch drei MaK-Dieselgeneratoren mit jeweils 1300 kW Leistung. Als Fahrmotoren dienen zwei Elektromotoren, die auf einen elektrisch angetriebenen Festpropeller wirken, hinter dem sich ein Grim’sches Leitrad befindet. Das Ruderblatt ist als Becker-Ruder ausgelegt. Darüber hinaus verfügt das Schiff über ein Gill-Bugstrahlruder.